# Жаку (Муреш)
Жаку (рум. Jacu) насеље је у Румунији у округу Муреш у општини Албешти. Oпштина се налази на надморској висини од 417 m.

## Становништво
Према подацима из 2002. године у насељу је живело 15 становника, од којих су сви румунске националности.